# LIVE (Sound Scheduleのアルバム)
『LIVE』（リヴ）は、Sound Scheduleの1作目のミニアルバム。2014年9月10日にMyodanys Recordsより発売された。

## 概要
ミニアルバムとしては初、オリジナルアルバムとしては前作『FUTURE』から2年ぶりの作品。また、新曲のみで構成される作品としては8thシングル『アンサー』以来9年8か月ぶりである。
Sound Scheduleの作品は2001年以来再結成後も含めDANGUY RECORDSから発売されていたが、今作からセルフプロデュースとしてMyodanys Recordsよりリリースされるようになった。
「生きる・暮らす」をテーマとし、新曲5曲が収められている。

## 収録曲
1. 銀河ステーション [4:06]
作詞・作曲：大石昌良
編曲：Sound Schedule
2. フリーハンド [3:25]
作詞・作曲：大石昌良
編曲：Sound Schedule
3. ミラクル [3:46]
作詞：大石昌良
作曲：大石昌良・川原洋二
編曲：Sound Schedule
4. 目隠し鬼[注 2] [3:37]
作詞・作曲：大石昌良
編曲：Sound Schedule
5. ありがとう [5:29]
作詞・作曲：大石昌良
編曲：Sound Schedule